# 탑블레이드 (애니메이션)
《탑블레이드》(원제:爆転シュート ベイブレード 바쿠텐슈토 베이브레도[*], 폭전슈트 베이블레이드)는 팽이를 소재로 한 한일합작 애니메이션으로 2가지 시리즈로 나뉜다. 일본에서는 TV 도쿄, 대한민국에서는 SBS에서 2001년에 방영을 시작했다. 이후 후속작으로《탑블레이드 V》와 《팽이대전 G블레이드》가 연달아 제작, 방송되었다. 극장판 애니메이션으로 《탑블레이드 더 무비》가 제작되었으며, 일본에서는 2002년 8월 17일에, 대한민국에서는 2009년 1월 15일에 개봉되었다. 이후 《팽이대전 G블레이드》의 후속으로 6년 만에 내 놓은 《메탈파이트 베이블레이드》(한국명 : 메탈 베이블레이드, 원제:メタルファイト ベイブレード 메타루화이토 베이브레도[*])가 2009년 4월부터 1년간 일본의 TV 도쿄에서 방송되었다.

## 줄거리

### 탑블레이드(탑블레이드 1기)
탑블레이드를 좋아해서 친구들과 자주 탑블레이드 시합을 하는 소년 강민은, 번개단이라는 조직이 죄없는 아이들에게 시합을 신청하고 패자의 팽이를 부숴 버리는 것에 분노를 느낀다. 이 때문에 번개단의 리더인 카이를 이기기 위해 친구인 교수의 도움을 받으며 훈련하던 중, 새로운 친구 맥스와도 만나게 되고, 탑블레이드 경기인 탑블레이드 토너먼트 대회의 개최와 카이가 그 대회에 참가한다는 소식을 듣게 된 강민은 교수, 맥스와 함께 대회에 참가한다. 토너먼트 대회 종료 후, 강민과 카이,  맥스, 그리고 대회에서 새로 만나게 된 레이는 한국 대표가 되어 TBA 팀을 결성해 탑블레이드 세계대회에 출전하게 되고, 아시아 ·를 거쳐 마침내 결승전에서 러시아팀을 이기고 우승하게 된다.

### 탑블레이드 V(탑블레이드 2기)
세계대회가 끝나고, 강민과 친구들은 탑블레이드 세계 챔피언이 되어 유명인 생활을 누리고 있었다. 강민과 교수, 카이는 챔피언이기 때문에 조금 시끄러울 뿐 학교에 다니며 평범한 일상을 보내고 있었고, 맥스는 미국에 살며 어머니의 연구를 돕고 있다. 레이는 백호족 마을로 돌아가 아이들에게 탑블레이드를 가르치고 있었다. 어느 날, 마을에서 열린 베이블레이드 대회에서 타카오는 정체불명의 소년에게 완패해 충격에 빠졌고 카이, 레이, 맥스에게도 비슷한 일이 일어난다. 설상가상으로 그들의 성수를 빼앗으려 하는 조직 사이킥까지 모습을 드러내 버려 소년들은 힘을 합치기 위해 다시 한국에 모인다. 정체불명의 소년이 속한 조직, 즉 세인트 실즈와 사이킥과의 싸움에서 승리한 후, TBA 팀원들은 강민과 맥스, 카이와 레이로 팀을 나눠 제2회 탑블레이드 세계대회에 출전하게 되며, 카이와 레이는 4강에서 탈락했지만 강민과 맥스는 우승해 세계대회 2연승을 기록한다.

### 탑블레이드 더 무비 (극장판)
세계 탑블레이드 선수권 대회에서 우승한 강민은 시상식장에 갑자기 나타난 불 같은 성격의 탑블레이더 태양의 도전을 받고 대결을 펼친다. 우열을 가릴 수 없는 강민과 태양의 대결 도중 태양의 탑블레이드에서 갑자기 비밀스러운 초록빛이 발사되고 이 빛은 유적에 숨겨진 악의 기운을 깨우게 된다.

악의 기운을 조사하기 위해 작은 섬의 고대 유적지를 찾은 강민 일행은 갑자기 나타난 4인조 어둠의 탑블레이더로 인해 동굴 속에 갇히게 되고 태양은 악의 힘에 이끌려 어둠의 탑블레이더들과 도시를 위협하기 시작한다. 이를 막을 수 있는 것은 탑블레이드 속에 숨겨진 사성수 뿐이다. 악의 기운을 잠재우고 친구들을 구하기 위해 팽이를 날려야 한다.

### 팽이대전 G블레이드(탑블레이드 3기)
강민을 비롯한 TBA 팀원들은 모두 한국에서 한가로운 일상을 보내고 있었다. 아이들을 위한 탑블레이드 교실을 운영하던 타카오는 막무가내로 도전해 오는 태양이라는 소년 탓에 피곤하지만, 다가오는 제3회 탑블레이드 세계대회에서 누구와 파트너가 될지 생각하며 즐겁게 연습에 임하고 있었다. 그러나 레이, 맥스, 카이는 모두 강민과 세계대회에서 대결해 보고 싶어 다른 팀에 입단해 버리고, 강민은 어쩔 수 없이 태양과 파트너가 되어 대회에 출전한다. 강민은 결승전에서 염원하던 카이와의 대결을 펼쳐 승리하고, TBA는 세계대회 3연승을 기록한다. 그런데 어느 날, 갑자기 장삼봉 회장이 해임되고 TBA는 해산, 블라디미르 보르코프를 중심으로 TEGA가 설립된다. 그러나 TEGA는 보르코프의 야망을 실현하기 위한 조직일 뿐이었고, 이를 저지하기 위해 강민은 TEGA에 5전 3선승제 탑블레이드 시합을 제안한다. 훗날 슈퍼-5라 불리게 된 이 치열한 싸움에서 강민과 친구들이 승리하고, TBA와 장삼봉 회장이 복귀하게 된다.

## 등장 팽이
- 드래곤(ドラグーン) (어택 타입) (좌회전) (시스템: 스핀 기어 → 마그넷 → 엔진 기어 → 헤비 메탈) (첫등장: 1기(2001년))
- 드랜져(ドランザー) (밸런스 타입) (시스템: 스핀 기어 → 마그넷 → 엔진 기어 → 헤비 메탈) (첫등장: 1기(2001년))
- 드래셀(ドラシエル) (디펜스 타입) (시스템: 스핀 기어 → 마그넷 → 엔진 기어 → 헤비 메탈) (첫등장: 1기(2001년))
- 드래이거(ドライガー) (밸런스 타입) (시스템: 스핀 기어 → 마그넷 → 엔진 기어 → 헤비 메탈) (첫등장: 1기(2001년))
- 카르온(ガルオン) (밸런스 타입) ( 중국) (시스템: 스핀 기어 → 엔진 기어) (첫등장: 1기(2001년))
- 카르즈리(ガルズリー) (어택 타입) ( 중국) (시스템: 스핀 기어) (첫등장: 1기(2001년))
- 카르만(ガルマーン) (디펜스 타입) ( 중국) (시스템: 스핀 기어) (첫등장: 1기(2001년))
- 트라이이글(トライグル) (어택 타입) ( 미국) (시스템: 스핀 기어 → 엔진 기어) (첫등장: 1기(2001년))
- 트라이피오(トライピオ) (디펜스 타입) ( 미국) (시스템: 스핀 기어) (첫등장: 1기(2001년))
- 그리포리온(グリフォリオン) (어택 타입) ( 독일) (시스템: 스핀 기어) (첫등장: 1기(2001년))
- 사라마리온(サラマリオン) (스태미너 타입) ( 영국) (시스템: 스핀 기어) (첫등장: 1기(2001년))
- 와이보그(ワイボーグ) (밸런스 타입) ( 러시아) (시스템: 스핀 기어) (첫등장: 1기(2001년))
- 울보그(ウルボーグ) (스태미너 타입) ( 러시아) (시스템: 스핀 기어 → 엔진 기어) (첫등장: 1기(2001년)) (1기의 최종보스)
- 시보그(シーボーグ) (디펜스 타입) ( 러시아) (시스템: 스핀 기어) (첫등장: 1기(2001년))
- 블랙레오(フラッシュレオパルド) (밸런스 타입) (시스템: 마그넷) (첫등장: 2기(2002년))
- 사이버 드래곤(サイバードラグーン) (밸런스 타입) (시스템: 마그넷) (첫등장: 2기(2002년))
- 가이아 드래곤(ガイアドラグーン) (어택 타입) (시스템: 스핀 기어 → 마그넷 → 엔진 기어 → 헤비 메탈) (첫등장: 극장판(2002년)) (〈코로코로 코믹 오리지널 탑블레이드 디자인 경연대회 (コロコロコミック オリジナルベイブレードデザインコンテスト)〉의 승리자)
- 다크 드래곤(ダークドラグーン) (스태미너 타입) (시스템: 마그넷) (첫등장: 극장판(2002년))
- 볼틱 에이프(ボルティックエイプ) (디펜스 타입) (시스템: 마그넷) (첫등장: 2기(2002년))
- 아리엘(アリエル) (밸런스 타입) (시스템: 마그넷) (첫등장: 2기(2002년))
- 가브리엘(ガブリエル) (어택 타입) (시스템: 마그넷) (첫등장: 2기(2002년))
- 버닝 케르베로스(バーニングケルベロス) (스태미너 타입) (시스템: 마그넷) (첫등장: 2기(2002년)) (2기의 최종보스)
- 블리저드 오르토르스(ブリザードオルトロス) (어택 타입) (시스템: 마그넷) (첫등장: 2기(2002년))
- 메탈 드래이거(メタルドライガー) (밸런스 타입) (시스템: 엔진 기어) (첫등장: 3기(2003년))
- 트라이게이터(トライゲータ) (밸런스 타입) ( 미국) (시스템: 엔진 기어) (첫등장: 3기(2003년))
- 록 바이슨(ロックバイソン) (어택 타입) ( 미국) (시스템: 엔진 기어) (첫등장: 3기(2003년))
- 킬러 이글(キラーイーグル) (밸런스 타입) ( 유럽) (시스템: 엔진 기어) (첫등장: 3기(2003년))
- 데스 가고일(デスガーゴイル) (디펜스 타입) ( 유럽) (시스템: 엔진 기어) (첫등장: 3기(2003년))
- 러싱 보어(ラッシングボア) (스태미너 타입) ( 유럽) (시스템: 엔진 기어) (첫등장: 3기(2003년))
- 페가수스(フレイムペガサス) (스태미너 타입) (좌우회전) ( 스페인) (시스템: 엔진 기어) (첫등장: 3기(2003년))
- 비너스(ヴィーナス) (스태미너 타입) (시스템: 엔진 기어) (첫등장: 3기(2003년))
- 기가스(ギガース) (밸런스 타입) (시스템: 엔진 기어) (첫등장: 3기(2003년))
- 포세이돈(ポセイドン) (디펜스 타입) (시스템: 엔진 기어) (첫등장: 3기(2003년))
- 아폴론(アポロン) (어택 타입) (시스템: 엔진 기어) (첫등장: 3기(2003년))
- 제우스(ゼウス) (스태미너 타입) (시스템: 엔진 기어) (첫등장: 3기(2003년)) (3기의 최종보스)

## 제작진

### 탑블레이드
- 원화: 희원 엔터테인먼트

이현정, 김윤정, 방승진, 장현근, 남현식, 송기달, 송대형, 김준오, 이지훈, 김종학, 박지미, 김상국, 김성우, 서정덕, 지은미, 권윤희, 강대룡, 육태환, 윤우상
DR Digital
서동주, 박상진, 김필강, 김경희, 이석인, 김동준, 최영희, 정지희, 김민희, 심상일, 정규탁, 김경관, 김세창, 이민배, 이동욱, 조영래, 허미아, 김유미, 김형일, 서정하, 박수복, 김동식, 김용식, 김진광, 백성옥, 허혜정
- 동화: DR MOVIE

김미숙, 최희은, 김수진, 이미옥, 김은녕, 전현주, 송현주, 이은정, 안미경, 이혜성, 이석훈, 편은미
희원 엔터테인먼트
백종수, 박지영, 김민민, 김태정, 박은아, 서정덕, 이태용, 이현정, 조윤정, 황태하, 이지희, 전내영, 박득혜, 손지아, 차미진, 이필선, 박주경, 김석원, 장범철, 김경의, 박명훈, 이진욱, 이광수, 진상호, 김정훈, 신정희, 박종순, 이정완, 신인변, 박종철, 신승훈, 주선미, 윤도식, 박민영, 전명화
DR Digital
이현숙, 안선희, 柳石庭, 박수경, 김원현, 양윤주, 윤기영, 박세라, 안규환, 송현주, 정윤희, 안미경, 이경원, 황수진, 서금숙, 김미숙, 한진영, 조현미, 정대진, 김소연, 유순량, 박영숙, 정현수, 김성철, 김성애, 고진주, 편은미, 김애경, 김정희, 성지영, 박경숙, 이혜성, 최순열, 진창근, 최희은, 박숙화, 전현주, 허영미, 정성희, 이효선, 이미옥, 윤미경, 김지은, 안은희, 김천수, 변은순, 변혜순, 정성희, 김은선, 권복경, 장철호, 김보경, 김태윤, 박지우, 김선애, 박효정, 김기돈, 이진욱, 권녕태, 서동우, 장흥자, 김경아, 정영희, 유윤정

## 방송 회차

### 탑블레이드(시즌 1)
| 회차 | 부제                                                       | 일본 방송일      | 한국 방송일      |
| ---- | ---------------------------------------------------------- | ---------------- | ---------------- |
| 1화  | 운명의 시작 (爆転バトル、ゴー・シュート!)                  | 2001년 1월 8일   | 2001년 10월 9일  |
| 2화  | 드래곤의 탄생 (ほえろ青龍!ドラグーン誕生!)                 | 2001년 1월 15일  | 2001년 10월 15일 |
| 3화  | 새 친구 맥스 (新しき友、その名はマックス)                  | 2001년 1월 22일  | 2001년 10월 23일 |
| 4화  | 탑블레이드 토너먼트 대회개막 (開幕!バトルトーナメント)     | 2001년 1월 29일  | 2001년 10월 29일 |
| 5화  | 격돌! 맥스 VS 카이 (激突!マックスVSカイ)                   | 2001년 2월 5일   | 2001년 10월 30일 |
| 6화  | 불어라 드래곤 (吹き荒れろ!ドラグーンストーム)              | 2001년 2월 12일  | 2001년 11월 5일  |
| 7화  | 숙명의 대결 강민VS카이 (タカオVSカイ 宿命の対決)           | 2001년 2월 19일  | 2001년 11월 6일  |
| 8화  | 세계를 향한 첫걸음 (結成!BBAチーム世界へ)                  | 2001년 2월 26일  | 2001년 11월 12일 |
| 9화  | 새로운 성수 백호족 (新たなる聖獣 白虎族)                   | 2001년 3월 5일   | 2001년 11월 13일 |
| 10화 | 뛰어 올라라! 아시아 대회 (駆け上がれ!アジア大会!)          | 2001년 3월 12일  | 금지             |
| 11화 | 레이 백호를 잃어버리다 (レイ、白虎を失う!)                 | 2001년 3월 19일  | 2001년 11월 19일 |
| 12화 | 안녕 한국팀! (さらばBBAチーム!)                            | 2001년 3월 26일  | 2001년 11월 20일 |
| 13화 | 백호의 부활 (さけべレイ!うなれ白虎!)                       | 2001년 4월 2일   | 2001년 11월 26일 |
| 14화 | 준결승! 탈락의 위기 (不戦敗?分断のBBAチーム)               | 2001년 4월 9일   | 2001년 11월 27일 |
| 15화 | 결전 아시아 정상을 향해 (決戦!アジアの頂点をかけて!)       | 2001년 4월 16일  | 2001년 12월 3일  |
| 16화 | 백호 대 들고양이 (白虎VS山猫)                              | 2001년 4월 23일  | 2001년 12월 4일  |
| 17화 | 불꽃 튀는 결승전 (ファイナルバトル!漆黒の稲妻!)            | 2001년 4월 30일  | 2001년 12월 10일 |
| 18화 | 진정한 탑블레이더 (負けるな!小さなブレーダー)              | 2001년 5월 7일   | 2001년 12월 11일 |
| 19화 | 도착! 새로운 싸움터에 (上陸、新たな戦場!)                  | 2001년 5월 14일  | 2001년 12월 17일 |
| 20화 | 공포스러운 미국 팀의 힘 (戦慄のアメリカン・パワー!)        | 2001년 5월 21일  | 2001년 12월 18일 |
| 21화 | 산 속에서의 특별 훈련 (特訓!新しき力を求めて)              | 2001년 5월 28일  | 2001년 12월 24일 |
| 22화 | 대통령 VS 세계 선발 팀 (大統領VS世界選抜!)                 | 2001년 6월 4일   | 2001년 12월 31일 |
| 23화 | 미국 대회 개막 (開幕アメリカ大会!)                         | 2001년 6월 11일  | 2001년 12월 31일 |
| 24화 | 미국의 영웅 마이클의 팀 (アメリカンヒーロー、マイケルの力) | 2001년 6월 18일  | 2002년 1월 7일   |
| 25화 | 미국 대회 준결승 (準決勝、超高速サーキット!!)              | 2001년 6월 25일  | 2002년 1월 8일   |
| 26화 | 격돌 미국 대회 결승전 (激突!アメリカ大会決勝戦)            | 2001년 7월 2일   | 2002년 1월 14일  |
| 27화 | 전갈의 위력 (灼熱のスコーピオン!)                          | 2001년 7월 9일   | 2002년 1월 15일  |
| 28화 | 미국 대회의 결말 (決着!アメリカ大会!!)                     | 2001년 7월 16일  | 2002년 1월 21일  |
| 29화 | 한국팀!! 열띤 열전의 궤도 (BBA 熱き戦いの軌跡)             | 2001년 7월 23일  | 2002년 1월 22일  |
| 30화 | 새로운 선수의 등장 (聖獣を従える者)                        | 2001년 7월 30일  | 2002년 1월 28일  |
| 31화 | 험난한 유럽 여행 (ヨーロッパ、波乱の旅立ち)                | 2001년 8월 6일   | 2002년 1월 29일  |
| 32화 | 어둠의 탑블레이더 (強襲!闇のブレーダー!)                   | 2001년 8월 13일  | 2002년 2월 4일   |
| 33화 | 검은 그림자 군단의 등장 (黒い影の軍団)                     | 2001년 8월 20일  | 2002년 2월 5일   |
| 34화 | 천재소년과의 대결 (華麗なる聖獣使い)                       | 2001년 8월 27일  | 2002년 2월 11일  |
| 35화 | 콜로세움 결투 (コロッセオの決闘!)                          | 2001년 9월 3일   | 2002년 2월 12일  |
| 36화 | 타도! 안피리온 (倒せ!アンピスバイナ)                       | 2001년 9월 10일  | 2002년 2월 18일  |
| 37화 | 여왕 폐하의 탑블레이더 (女王陛下のブレーダー)              | 2001년 9월 17일  | 2002년 2월 19일  |
| 38화 | 최강의 유럽팀 결성 (結成!最強のユーロチーム)               | 2001년 9월 24일  | 2002년 2월 25일  |
| 39화 | 승리를 향한 집념 (決めろ!勝利への力)                       | 2001년 10월 1일  | 2002년 2월 26일  |
| 40화 | 결승전의 땅 러시아 (決勝の地ロシア)                        | 2001년 10월 8일  | 2002년 3월 4일   |
| 41화 | 어두운 기억의 문 (いまわしき記憶の扉)                      | 2001년 10월 15일 | 2002년 3월 5일   |
| 42화 | 최강을 바라는 자 (最強を望む者)                            | 2001년 10월 22일 | 2002년 3월 11일  |
| 43화 | 악몽의 경기 (悪夢のセレモニーマッチ)                       | 2001년 10월 29일 | 2002년 3월 12일  |
| 44화 | 안녕 카이! (さらばカイ!)                                   | 2001년 11월 5일  | 2002년 3월 18일  |
| 45화 | 바이칼 호의 결투 (バイカル湖の決闘)                        | 2001년 11월 12일 | 2002년 3월 19일  |
| 46화 | 보그 사천왕 등장 (ボーグ襲来!)                             | 2001년 11월 19일 | 2002년 3월 25일  |
| 47화 | 유럽 팀과의 재회 (再会!ユーロチーム)                       | 2001년 11월 26일 | 2002년 3월 26일  |
| 48화 | 카이의 선택 (カイの選択)                                   | 2001년 12월 3일  | 2002년 4월 1일   |
| 49화 | 백호의 외침 (白虎の叫び)                                   | 2001년 12월 10일 | 2002년 4월 2일   |
| 50화 | 설원의 묵시록 (雪原の黙示録)                               | 2001년 12월 17일 | 2002년 4월 8일   |
| 51화 | 탑블레이드여 영원히 (ベイブレードよ、永遠に!)              | 2001년 12월 24일 | 2002년 4월 9일   |

### 탑블레이드 V(시즌 2)
| 회차 | 부제                                                  | 일본 방송일      | 한국 본방송일    |  |
| ---- | ----------------------------------------------------- | ---------------- | ---------------- |  |
| 1화  | 새로운 라이벌의 등장 (新たなる敵)                     | 2002년 1월 7일   | 2002년 7월 24일  |  |
| 2화  | 의문의 탑블레이드 사냥꾼 (謎のブレーダーハンターたち) | 2002년 1월 14일  | 2002년 7월 25일  |  |
| 3화  | 보이지 않는 성수 (見えない聖獣)                       | 2002년 1월 21일  | 2002년 7월 31일  |  |
| 4화  | 나타나라 청룡 (恐るべきIQブレーダー)                  | 2002년 1월 28일  | 2002년 8월 1일   |  |
| 5화  | 다시 돌아온 카이 (よみがえる、カイ)                   | 2002년 2월 4일   | 2002년 8월 7일   |  |
| 6화  | 놀라운 특수 아이템 (脅威のマグトラム)                 | 2002년 2월 11일  | 2002년 8월 14일  |  |
| 7화  | 계획된 도전 (仕組まれた挑戦)                          | 2002년 2월 18일  | 2002년 8월 15일  |  |
| 8화  | 한국 팀의 부활 (復活!BBAチーム)                       | 2002년 2월 25일  | 2002년 8월 21일  |  |
| 9화  | 밀림 속의 경기장 (密林のバトルスタジアム)             | 2002년 3월 4일   | 2002년 8월 22일  |  |
| 10화 | 어둠 속에서의 대결 (暗闇の激突)                       | 2002년 3월 11일  | 2002년 8월 28일  |  |
| 11화 | 외딴 섬에서의 결전 (孤島の大決戦)                     | 2002년 3월 18일  | 2002년 8월 29일  |  |
| 12화 | 울어라 드랜저 (吠えろ!ドランザー)                     | 2002년 3월 25일  | 2002년 9월 4일   |  |
| 13화 | 규칙 없는 대결 (掟やぶりのベイバトル)                 | 2002년 4월 1일   | 2002년 9월 5일   |  |
| 14화 | 만들어진 성수 (作られた聖獣)                          | 2002년 4월 8일   | 2002년 9월 11일  |  |
| 15화 | 나도 성수를 보고 싶어 (聖獣を見てみたい!)             | 2002년 4월 15일  | 2002년 9월 12일  |  |
| 16화 | 사이버 블레이더의 비극 (サイバーブレーダーの悲劇)     | 2002년 4월 22일  | 2002년 9월 18일  |  |
| 17화 | 운명의 전주곡 (宿命のプレリュード)                    | 2002년 4월 29일  | 2002년 9월 19일  |  |
| 18화 | 케인과의 재회 (再会のケイン)                          | 2002년 5월 6일   | 2002년 9월 25일  |  |
| 19화 | 사이키 팀과의 대결 (それぞれの戦い)                   | 2002년 5월 13일  | 2002년 9월 26일  |  |
| 20화 | 내일을 향한 결심 (明日への決意)                       | 2002년 5월 20일  | 2002년 10월 2일  |  |
| 21화 | 배틀 타워의 음모 (バトルタワーの陰謀)                 | 2002년 5월 27일  | 2002년 10월 3일  |  |
| 22화 | 드래셀의 위기 (ドラシエルの危機)                      | 2002년 6월 10일  | 2002년 10월 9일  |  |
| 23화 | 약속했던 대결 (約束のバトルフィールド)                | 2002년 6월 17일  | 2002년 10월 10일 |  |
| 24화 | 카이의 대결 (霧の中の幻)                              | 2002년 6월 24일  | 2002년 10월 16일 |  |
| 25화 | 최후의 대결 강민 대 케인 (電撃聖獣NO.4)               | 2002년 7월 1일   | 2002년 10월 17일 |  |
| 26화 | 케인의 폭주 (戦慄のサイバー)                          | 2002년 7월 8일   | 2002년 10월 23일 |  |
| 27화 | 배틀 타워의 최후 (暴走タワーの最期)                   | 2002년 7월 15일  | 2002년 10월 24일 |  |
| 28화 | 고대 석판의 비밀 (ニューヨーク 謎の石版)              | 2002년 7월 22일  | 2002년 10월 30일 |  |
| 29화 | 빗나간 우정 (マックス 友の叫び)                       | 2002년 7월 29일  | 2002년 10월 31일 |  |
| 30화 | 부활한 석판 (よみがえる石版の力)                      | 2002년 8월 5일   | 2002년 11월 6일  |  |
| 31화 | 석판 속의 성수 (石版聖獣襲撃!)                        | 2002년 8월 12일  | 2002년 11월 13일 |  |
| 32화 | 잃어 버린 투혼 (忘れかけた魂)                         | 2002년 8월 19일  | 2002년 11월 14일 |  |
| 33화 | 세인트 쉴드의 봉인 (セント・シールズ)                 | 2002년 8월 26일  | 2002년 11월 20일 |  |
| 34화 | 거미 성수의 도전 (物陰からスパイダー)                 | 2002년 9월 2일   | 2002년 11월 21일 |  |
| 35화 | 바람의 성수 (姿なき刺客)                              | 2002년 9월 9일   | 2002년 11월 27일 |  |
| 36화 | 맥스와 마리엘 (マックスとマリアム)                    | 2002년 9월 16일  | 2002년 11월 28일 |  |
| 37화 | 유원지에서의 대결 (戦場の遊園地)                      | 2002년 9월 23일  | 2002년 12월 4일  |  |
| 38화 | 불꽃 튀는 접전 (因縁のスパークバトル)                 | 2002년 9월 30일  | 2002년 12월 5일  |  |
| 39화 | 신뢰와 자존심의 대결 (絆とプライド)                   | 2002년 10월 7일  | 2002년 12월 18일 |  |
| 40화 | 우정의 증표 (友情の証)                                | 2002년 10월 14일 | 2003년 1월 8일   |  |
| 41화 | 갑작스런 이별 (突然のサヨナラ…)                       | 2002년 10월 21일 | 2003년 1월 18일  |  |
| 42화 | 팽이 사냥꾼의 습격 (悪のパーツ狩り)                   | 2002년 10월 28일 | 2003년 1월 22일  |  |
| 43화 | 카이의 복수전 (カイのリベンジバトル)                  | 2002년 11월 4일  | 2003년 1월 29일  |  |
| 44화 | 개막 세계 선수권 대회 (波乱の世界戦前夜)              | 2002년 11월 11일 | 2003년 2월 5일   |  |
| 45화 | 대결 제오 대 오즈마 (開幕!ゼオVSオズマ)               | 2002년 11월 18일 | 2003년 2월 12일  |  |
| 46화 | 흑과 백의 마수 (黒と白の魔の手)                       | 2002년 11월 25일 | 2003년 2월 20일  |  |
| 47화 | 무너진 야망 (解き放たれた悪意)                        | 2002년 12월 2일  | 2003년 2월 27일  |  |
| 48화 | 제오의 무서운 공격 (激震のバトルノイズ)               | 2002년 12월 9일  | 2003년 3월 6일   |  |
| 49화 | 우정의 대결 (タカオVSカイ 友情の戦い)                 | 2002년 12월 16일 | 2003년 3월 13일  |  |
| 50화 | 사상최대의 결승전 (史上最大の決勝戦)                  | 2002년 12월 23일 | 2003년 3월 20일  |  |
| 51화 | 숙명의 마지막 대결 (宿命のラストバトル)               | 2002년 12월 30일 | 금지             |  |

### 팽이대전 G블레이드(시즌 3)
| 회차 | 부제                                           | 일본 방송일      | 한국 본방송일    | 비고 |
| ---- | ---------------------------------------------- | ---------------- | ---------------- | ---- |
| 1화  | 강민! 대결을 신청한다 (タカオ、勝負だ!)        | 2003년 1월 6일   | 2003년 9월 22일  |      |
| 2화  | 우정과 도전 (友達じゃねえ!)                    | 2003년 1월 13일  | 2003년 9월 23일  |      |
| 3화  | 날 이길 수 없어 (オレには勝てん)               | 2003년 1월 20일  | 2003년 9월 29일  |      |
| 4화  | 나의 길은 내가 정한다 (オレの道はオレが決める) | 2003년 1월 27일  | 2003년 9월 30일  |      |
| 5화  | 넌 아직도 멀었어 (100年早いぜ!)                | 2003년 2월 3일   | 2003년 10월 6일  |      |
| 6화  | 내 짝은 카이 뿐이야 (カイしかいねえ!)          | 2003년 2월 10일  | 2003년 10월 7일  |      |
| 7화  | 라이! 너에게 달렸어 (オマエしだいだ)           | 2003년 2월 17일  | 2003년 10월 13일 |      |
| 8화  | 초특급 합숙 훈련 (合宿じゃねえ!)               | 2003년 2월 24일  | 2003년 10월 20일 |      |
| 9화  | 1 더하기 1은 무한대 (1＋1は無限大だぜ!)        | 2003년 3월 3일   | 2003년 10월 21일 |      |
| 10화 | 레이, 라이 모두 나와 (まとめてきやがれ!)       | 2003년 3월 10일  | 2003년 10월 27일 |      |
| 11화 | 내 탓이 아냐 (オレが悪いんじゃねえ!)           | 2003년 3월 17일  | 2003년 10월 28일 |      |
| 12화 | 역전을 노려라 (逆転劇の幕開けだ)               | 2003년 3월 24일  | 2003년 11월 3일  |      |
| 13화 | 승리를 위해서 (キョウジュはキョウジュだ!)      | 2003년 3월 31일  | 2003년 11월 4일  |      |
| 14화 | 내가 싸우겠어 (オレにやらせろ!)                | 2003년 4월 7일   | 2003년 11월 10일 |      |
| 15화 | 우린 파트너야 (パートナーだろ!?)               | 2003년 4월 14일  | 2003년 11월 11일 |      |
| 16화 | 아무도 방해하지마 (邪魔するな!)                | 2003년 4월 21일  | 2003년 11월 17일 |      |
| 17화 | 태양아 조심해 (気をつけろ、大地)               | 2003년 4월 28일  | 2003년 11월 18일 |      |
| 18화 | 진정한 대결 (いい顔してるね!)                  | 2003년 5월 5일   | 2003년 11월 24일 |      |
| 19화 | 맥스의 선택 (NOーーーッ!!)                     | 2003년 5월 12일  | 2003년 11월 25일 |      |
| 20화 | 지면 안돼 강민 (負けるなよ…タカオ)             | 2003년 5월 29일  | 2003년 12월 1일  |      |
| 21화 | 챔피언의 숙명 (ダサダサだぜ!)                  | 2003년 5월 26일  | 2003년 12월 2일  |      |
| 22화 | 넌 이길 수 있어 (アンタなら勝てる!)            | 2003년 6월 2일   | 2003년 12월 8일  |      |
| 23화 | 새로운 힘 (まだだ…!)                           | 2003년 6월 9일   | 2003년 12월 9일  |      |
| 24화 | 너의 힘을 보여줘 (パワー全開だ!!)              | 2003년 6월 16일  | 2003년 12월 15일 |      |
| 25화 | 최선을 다할게 (GOーーーッ!!)                   | 2003년 6월 23일  | 2003년 12월 16일 |      |
| 26화 | 새로운 다짐 (よっしゃー!)                      | 2003년 6월 30일  | 2003년 12월 22일 |      |
| 27화 | 최고의 대결 (最高に面白いぞ!)                  | 2003년 7월 7일   | 2003년 12월 23일 |      |
| 28화 | 아직도 멀은 거야? (まだかよ!)                  | 2003년 7월 14일  | 2003년 12월 29일 |      |
| 29화 | 결전의 순간 (オレならここだ)                   | 2003년 7월 21일  | 2003년 12월 30일 |      |
| 30화 | 이 건 끝이 아냐 (終わりじゃねえ!!)             | 2003년 7월 28일  | 2004년 1월 5일   |      |
| 31화 | 잘 있어! (じゃあな!)                           | 2003년 8월 4일   | 2004년 1월 6일   |      |
| 32화 | 어떻게 된 거야? (わけわかんねえ!!)             | 2003년 8월 11일  | 2004년 1월 12일  |      |
| 33화 | 보르고프의 진심?! (あやまれ!!)                 | 2003년 8월 18일  | 2004년 1월 13일  |      |
| 34화 | 넌 누구지? (キミの名は…)                       | 2003년 8월 25일  | 2004년 1월 19일  |      |
| 35화 | 유리의 분노 (おまえに会えてよかったぜ)         | 2003년 9월 1일   | 2004년 1월 20일  |      |
| 36화 | 까불지 마 (ふざけるな!)                        | 2003년 9월 8일   | 2004년 1월 26일  |      |
| 37화 | 뜨거운 우정 (1000%だ!)                         | 2003년 9월 15일  | 2004년 1월 27일  |      |
| 38화 | 천재소년 브룩클린 (地獄を見るぞ)               | 2003년 9월 22일  | 2004년 2월 2일   |      |
| 39화 | 새로운 팽이의 탄생 (BBAの最終兵器)             | 2003년 9월 29일  | 2004년 2월 3일   |      |
| 40화 | 마음으로 돌리는 거야! (ギブアップか?)          | 2003년 10월 6일  | 2004년 2월 9일   |      |
| 41화 | 테가(TEGA)의 비밀 무기 (なんのつもりだ)        | 2003년 10월 13일 | 2004년 2월 10일  | 금지 |
| 42화 | 미스터 엑스(X) (ミスターXだ!)                  | 2003년 10월 20일 | 2004년 2월 16일  | 금지 |
| 43화 | 승리를 향한 멜로디 (アーユーレディ?)           | 2003년 11월 3일  | 2004년 2월 17일  | 금지 |
| 44화 | 모니카를 위해서 (絶対に勝つ!!)                 | 2003년 11월 10일 | 2004년 2월 23일  | 금지 |
| 45화 | 절체 절명의 위기 (OK!)                         | 2003년 11월 17일 | 2004년 2월 24일  | 금지 |
| 46화 | 장미빛 인생 (トレビア〜ン!)                    | 2003년 11월 24일 | 2004년 3월 8일   | 금지 |
| 47화 | 돌아온 카이 (えっ!?)                           | 2003년 12월 1일  | 2004년 3월 15일  | 금지 |
| 48화 | 그대 이름은 불사조 (愛だ…!)                    | 2003년 12월 8일  | 2004년 3월 16일  | 금지 |
| 49화 | 승리의 방정식 (アチョーーー!)                  | 2003년 12월 15일 | 2004년 3월 22일  | 금지 |
| 50화 | 진정한 승리를 위해 (この負け犬が!)             | 2003년 12월 22일 | 2004년 3월 23일  | 금지 |
| 51화 | 운명의 한 판 승부 (ウザいんだよっ!)            | 2003년 12월 29일 | 2004년 3월 29일  | 금지 |
| 52화 | 내일을 향해 쏴라 (GO!シュート!!)               | 2003년 12월 29일 | 2004년 3월 30일  | 금지 |

## 탑블레이드 V OST 수록곡

### 1번 CD
1. 강민의 인사
2. 넘버 원
3. 탑블레이드 V
4. 고고 탑블레이드
5. 내 꿈은 탑블레이더
6. 달라도 하나
7. TBA 멤버
8. 강 자로 시작하는 말
9. 생일 축하
10. 카이의 인사
11. 넘버 원(MR)
12. 고고 탑블레이드(MR)
13. 내 꿈은 탑블레이더(MR)

### 2번 CD
1. 넘버 원(TV 버전)
2. 맥스의 인사
3. 미니 드라마 - 탑블레이드의 대 위기 전편
4. 탑블레이드 V(TV 버전)
5. 미니 드라마 - 탑블레이드의 대 위기 후편
6. 고고 탑블레이드(TV 버전)
7. 미니 드라마 - 진짜 탑블레이드 편
8. 내 꿈은 탑블레이더(TV 버전)
9. 교수의 인사

## 특이 사항

### 탑블레이드
- 한국내 방송 초기에는 프로야구 생중계로 인해 주 1회 방송하였다.
- 한국에서는 10회가 방송되지 않았다.
- 탑블레이드의 오프닝곡은 가수 서문탁이 불렀다.
- 일본에서는 10회와 11화를 연속으로 방송하였다
- 한국에서는 22회와 23회를 연속으로 방송하였다.
- 10회의 미방영과 22회, 23회의 연속 방송으로 인해 한국어판은 총 49회를 끝으로 막을 내렸다.

### 탑블레이드 V
- 탑블레이드 V의 주제가는 탑블레이드와 팽이대전 G블레이드의 오프닝 주제가와는 달리 유명 가수가 아닌 애니메이션 주제가 전문 가수 툴라가 불렀다.
- 탑블레이드 V가 SBS에서 재방송 되었을 당시에는 금요일마다 2회분을 연속으로 방송하였다.
- 탑블레이드 V OST에는 전편 주제가도 함께 수록되어 있다.

### 팽이대전 G블레이드
- 팽이대전 G블레이드의 한국어판 주제가는 오프닝 주제가만 존재하며, 엔딩 주제가는 없다.
- 한국어판 오프닝 영상은 일본어판 오프닝 Go Ahead의 영상과 거의 비슷하나, 중간에 주인공들의 복장을 한 어린이 7명이 등장한다는 점이 특징이다. 하지만, 5년 뒤에 재방송을 하면서 이들은 이미 청소년으로 성장하여(경우에 따라 1명 이상이 어른으로 성장하였을 수 있다.) 어린이들이 주 시청 대상인 탑블레이드 시리즈와 더 이상 어울리지 않아 해당 장면을 삭제해야 한다는 의견도 있다.
- 또한, 중간에 어린이 7명이 나타났다 사라지는 장면에서는 뒷줄에 서 있는 4명은 움직임이 없으나, 앞줄에 서 있는 2명은 움직임이 있어 수정이 필요하다는 의견도 있다. 하지만, SBS 측에서는 해당 장면들을 수정하지 않고 그대로 방송하였다.
- 한국어판 오프닝 주제가의 가사 중 '날 막을 수 없어' 가 방송 초기의 오프닝 영상에서는 '날 가질 수 없어'로 자막이 표기되었다가 후에 올바르게 수정되었다.
- 2009년 1월에 재방송 되었을 당시에는 설 연휴로 인해 한 주간 방송이 되지 않았다.
- 2009년에 재방송 되었을 당시에는 30회 이후 짝수 회 방송분의 내일 이야기가 다음 이야기로 자막이 수정되어 방송되었는데, 그 이유는 본방송 당시와 재방송 당시의 방송회차가 일치하지 않았기 때문이다. 본방송 당시에는 8화가 프로야구 생중계로 인하여 다음 주로 연기되었으나, 재방송 당시에는 15화와 16화가 설 연휴로 인해 방송되지 않으면서 다음 주로 연기되었다.
- 애니메이션으로 제작된 일지매의 방송을 위해 2008년 12월부터 재방송된 《팽이대전 G블레이드》는 40화를 끝으로 조기 종영되었다.

### 《최강! 탑플레이트》와의 관계
- <<최강! 탑플레이트>>가 방영된다는 소식이 뜨자 시청자들 일부는 아류작이라는 주장을 펼치고 있지만 제작사 및 방송 관계자는 리부트형 리메이크 작품이라는 해명을 하여 새롭게 주목을 받게 되었다.

## 일본어판과 한국어판의 차이
- 팽이대전 G블레이드 최종회가 끝나고 등장 인물들의 후일담을 다룬 1분 20초 정도의 짧은 영상이 일본에서는 방송되었으나, 한국에서는 방송되지 않았다.
- 일본 등의 국가에서는 팽이를 베이블레이드로 호칭하지만 한국에서는 탑블레이드라고 부르기 때문에, 등장하는 기관의 명칭도 모두 변경되었다. BBA(Beyblade Battle Association)는 TBA(Topblade Battle Association)로 표기되었으며, PPB, BEGA 등도 같은 방식으로 변경되었다. 다만 메탈 베이블레이드부터는 더 이상 탑블레이드라고 부르지 않으며 베이블레이드라고 부르게 되었다.
- 탑블레이드 시리즈의 주요배경은 일본에서 한국으로, 일본인 등장인물들이 모두 한국인으로 전환되었으며, 일본 대표팀은 한국 대표팀이 되었다. 일본인과 미국인 혼혈 설정인 맥스는 한국인과 미국인 혼혈로 변경되었다.
- 탑블레이드 시리즈의 일부 등장 인물들의 독특한 말투가 바뀌었다. 누구에게나 존댓말을 쓰는 교수는 평범하게 말하는 설정이, 일본어와 영어를 어색하게 섞어 말하는 맥스는 유창한 한국어에 가끔 영어를 섞어 쓰는 설정으로 바뀌었다. 하지만 메탈베이블레이드 시리즈부터는 그러한 설정이 더 이상 존재하지 않는다.

## 같이 보기
- 탑블레이드
- 메탈파이트 베이블레이드
- 메탈파이트 베이블레이드 ZEROG
- 베이블레이드 버스트
- 베이블레이드 X
- 팽이